# Смелое (Амурская область)
Сме́лое — село в Октябрьском районе Амурской области, Россия. Административный центр Смеловского сельсовета.

## География
Село Смелое стоит на малых притоках реки Белая (левый приток Зеи), в верховьях.
Село Смелое расположено к северо-востоку от районного центра Октябрьского района села Екатеринославка.
Дорога к селу Смелое идёт на восток от села Георгиевка (расположено рядом с автодорогой Чита — Хабаровск), расстояние до автотрассы — 10 км.
Расстояние до Екатеринославки — 25 км (через Короли).
На юго-восток от села Смелое дорога идёт к селу Ясная Поляна.

## Население
| 2002 | 2010 | 2012 | 2013 | 2014 | 2015 | 2016 |
| ---- | ---- | ---- | ---- | ---- | ---- | ---- |
| 294  | ↘150 | ↘143 | →143 | ↘139 | ↘132 | ↘130 |
| 2017 | 2018 |      |      |      |      |      |
| ↘127 | ↗128 |      |      |      |      |      |

По данным переписи 1926 года по Дальневосточному краю, в населённом пункте числилось 158 хозяйств и 846 жителей (426 мужчин и 420 женщин), из которых преобладающая национальность — украинцы (153 хозяйства).